# Хилде Хагерюп
Хилде Хагерюп (на норвежки: Hilde Hagerup) е норвежка писателка, авторка на бестселъри в жанровете детска литература, фентъзи и любовен роман.

## Биография и творчество
Хилде Хагерюп е родена на 26 февруари 1976 г. в Тромсьо, Тромс, Норвегия. Дъщеря е на писателя Клаус Хагерюп и внучка на поетесата Ингер Хагерюп. Израства във Фредрикста. Пише първия си разказ на 14 години.
На 17 години отива в Уелс, където учи в международна гимназия. След това учи история на Третия свят в Лондонския университет. Среща съпруга си, англичанин, в Оксфорд. Имат едно дете – Томас.
Първият ѝ роман за юноши „Bølgebiter“ (Късчета от вълни) е публикуван през 1998 г. Той за историята за приятелството между две момичета, което бързо прераства във взаимна ненавист. Книгата е удостоена с наградата на Министерството на културата на Норвегия за дебют в детско-юношеската литература.
През 2002 г. е издаден романът ѝ „Песента на глухарчетата“. Той става бестселър и е удостоен с различни награди – наградата „Соня Ханеман“, норвежката награда на критиката за детско-юношеска литература, наградата на Холандиая за детско-юношеска литература „Сребърна целувка“, и наградата на Асоциацията на училищните библиотеки.
През 2005 г. е публикуван романът ѝ за възрастни „Lysthuset“ (Беседката).
За романът „Bittet“ (Ухапването) от 2007 г. също получава награда от Министерството на културата на Норвегия.
Хилде Хагерюп живее със семейството си в Несодден.

## Произведения

### Самостоятелни романи
- Lysthuset (2005)

### Детска и юношеска литература

#### Самостоятелни романи
- Bølgebiter (1998)
- Høyest elsket (2000)
- Løvetannsang (2002)
Песента на глухарчетата, изд. „Емас“ (2012), прев. Ева Кънева
- Ikke mat sjimpansene (2004) с Шарлот Глазер Мунк и Рагфрид Трохау
- Bittet (2007)
- Jeg elsker deg (2009)
- Alt som er galt med Georg (2010)

#### Серия „Призраците на Фрострой“ (Spøkelsene på Frostøy)
1. Bak Dødsfjellet (2011)
2. Ulvene kommer (2012)
3. Den kalde vinden (2013)

#### Серия „Магистър детектив Тим & Ко“ (Mesterdetektiv Tim & Co.) – с Клаус Хагерюп
1. Mysteriet med den forsvunne diamanten (2012)
2. Påskemysteriet (2013)
3. Pil og bue-mysteriet (2013)

### Документалистика
- Agatha Christie: en biografi for ungdom – sakprosa (2001)
- Virginia Woolf – faktabok for ungdom (2011)